# Marcello Vitali-Rosati
Pour les articles homonymes, voir Rosati (homonymie).
Marcello Vitali-Rosati est un philosophe du virtuel, de l’identité numérique et des questions qui s'y rattachent (éthique appliquée, éditorialisation, etc.). Détenteur d’une maîtrise en lettres et philosophie de l’Université de Pise (1998-2002), il a aussi un doctorat en philosophie et littérature et civilisation française de l’Université Paris IV Sorbonne (2003-2006). Professeur au Département des littératures de langue française de l'Université de Montréal depuis 2012, il devient titulaire en 2016 de la Chaire de recherche du Canada sur les écritures numériques. Il est également, depuis 2024, titulaire de la Chaire d'excellence "Edition numérique" à l'Université de Rouen-Normandie.

## Biographie
Vitali-Rosati a été professeur à l'Université pour étranger de Pérouse (2005-2008), chercheur à la Maison des sciences de l’homme (2008-2012), professeur d’esthétique et sciences humaines à Intuit-Lab, Paris (2009-2012) et professeur de culture numérique à Hétic (Hautes études des technologies de l'information et de la communication) (2010-2012). Depuis 2012, il est professeur au Département des littératures de langue française à l’Université de Montréal et rédacteur en chef de la revue Sens Public, créée par le philosophe Gérard Wormser en 2003.
Il est le co-directeur de la collection Parcours Numériques, qu'il a fondée en 2014 avec Michaël E. Sinatra aux Presses de l'Université de Montréal. Cette collection « a pour objectif de développer une réflexion théorique approfondie et savante sur le monde numérique». Les ouvrages qui y sont publiés sont disponibles en trois formats : papier, numérique homothétique (PDF, ePub) et numérique enrichi en libre accès :

« La collection est basée sur l’idée qu’il doit y avoir une complémentarité entre l’édition papier et l’édition numérique, ces deux formes de publication présupposant différentes idées de lecture et deux approches à la réception des contenus. »

## Théorie
Nourri de la pensée de Lévinas, auquel il a consacré son premier livre (Riflessione e trascendenza), et de l’approche phénoménologique de Maurice Merleau-Ponty, Vitali-Rosati développe une réflexion sur le virtuel, notamment dans son œuvre Corps et virtuel. Itinéraires à partir de Merleau-Ponty, et sur l’identité numérique. Dans Égarements, il analyse l’attrait qu’exerce la culture numérique et la « recherche faustienne de connexion » en s’appuyant sur les images mythiques d’Ulysse, Don Juan et Werther. L’histoire de Gygès racontée par Hérodote correspond selon lui à la position spatiale de l’usager qui navigue sur le web.

Sa réflexion sur le numérique, basée sur une analyse rigoureuse du sens de ce terme, établit que, loin d'être immatériel, l'espace numérique est caractérisé par un ensemble de relations entre des objets. En tant que tel, le monde numérique ne se limite pas à un espace de représentation mais implique aussi des actions et a un impact sur l'ensemble de notre culture : 

« La multiplicité caractéristique des objets numériques bouleverse notre rapport aux contenus et aux documents, des dynamiques de leur circulation selon les pays à la possibilité de modification et de copie, en passant par les lois sur les droits d’auteur. »

— Marcello Vitali-Rosati, Pratiques de l'édition numérique
Ses dernières recherches se focalisent sur le concept d'éditorialisation, autour duquel il a centré le séminaire « Écritures numériques et éditorialisation » en collaboration avec Nicolas Sauret, séminaire qui se déroule chaque année depuis 2008.
Il caractérise l'éditorialisation comme « l'ensemble des dynamiques qui produisent et structurent l'espace numérique. Ces dynamiques sont les interactions des actions individuelles et collectives avec un environnement numérique particulier. » Cette définition lui permet de souligner les différences entre l’éditorialisation et la création de contenu.

## Publications

### Ouvrages théoriques
- Éloge du bug : être libre à l'ère du numérique, Paris, Éditions La Découverte, collection « Zones », 2024, 208 pages. [lire en ligne]
- Les éditions critiques numériques : entre tradition et changement de paradigme (avec Robert Alessi), Montréal, Presses de l'Université de Montréal , collection « Parcours Numériques », 2023, 208 pages. [lire en ligne]
- Media Do Not Exist: Performativity and Mediating Conjunctures (avec Jean-Marc Larrue), Amsterdam, Institute of Network Cultures, 2019, 107 pages. [lire en ligne]
- L'édition à l'ère du numérique (avec Benoît Epron), Paris, Éditions La Découverte, collection « Repères », 2018, 128 pages. [lire en ligne]
- On Editorialization: Structuring Space and Authority in the Digital Age, Amsterdam, Institute of Network Cultures, 2018, 188 pages. [lire en ligne]
- Pratiques de l’édition numérique (avec Michaël E. Sinatra), Montréal, Presses de l'Université de Montréal, collection « Parcours Numériques », 2014, 224 pages. [lire en ligne]
- Égarements. Amour, mort et identités numériques, Paris, Hermann, collection « Cultures Numériques », 2013, 138 pages. [lire en ligne]
- S’orienter dans le virtuel, Paris, Hermann, 2012, 178 pages.
- Corps et virtuel. Itinéraires à partir de Merleau-Ponty, Paris, L’Harmattan, 2009, 266 pages.
- No play. Immagini della memoria dispersa / Images de la mémoire disséminée (avec M. Guidone et L. Lebreton), Paris-Alberobello, Éditions chiavediSvolta, 2007.
- Riflessione e trascendenza : itinerari a partire da Levinas, Pise, Edizioni ETS, 2003, 176 pages.

### Articles et chapitres d’ouvrages
- « Le fait numérique comme ‘‘conjonctures médiatrices’’ », Communication & langages, nos 208-209,‎ 2021, p. 155-170 (lire en ligne)
- « Pornspace », Médium, nos 46-47,‎ 2016, p. 306-317 (lire en ligne)
- « Les revues littéraires en ligne : entre éditorialisation et réseaux d’intelligences », Études françaises, vol. 50, no 3,‎ 2014, p. 83-104 (lire en ligne)

### Fiction
- Navigations, Éditions Publie.net, 2014, 388 pages.